# Koppe sumba
Koppe sumba là một loài nhện trong họ Corinnidae.
Loài này thuộc chi Koppe. Koppe sumba được Christa L. Deeleman-Reinhold miêu tả năm 2001.